# Mauritius zászlaja
Mauritius zászlaja Mauritius egyik nemzeti jelképe.

Hadilobogó. Arányai: 26:57

## Története
Mauritius zászlaját 1968. január 9-ei függetlenedése után vezette be.

## Leírása
Négy egyforma széles sávból áll, ezek színe (föntről lefelé) vörös, kék, sárga és zöld.
A polgári hajózási zászló (magántulajdonú hajók számára) és az állami felségjel (állami tulajdonú hajóknak) vörös illetve kék színű zászlók, a nemzeti zászlóval a felsőszögben és a címerrel a lengőrészen.
A parti őrség hajói által használt szokatlan kinézetű tengeri lobogó nem egyenlő szélességű vörös, fehér és kék függőleges sávokból áll, a közepén egy horgony és egy csillag található.

## Szimbolizmus
A nemzeti zászlón szereplő színek jelentése:
- VÖRÖS – a szabadságért és függetlenségért vívott küzdelem
- KÉK – az Indiai-óceán, melynek közepén Mauritius fekszik
- SÁRGA – a függetlenség sziget feletti új sugara
- ZÖLD – Mauritius mezőgazdasága és színe az év 12 hónapján keresztül

## Külső hivatkozások
- Mauritius a Világ zászlói (Flags of the World) weboldalon